# 岡部久綱
岡部 久綱（おかべ ひさつな、生年不詳 - 天文17年（1547年））は、戦国時代の武将。駿河の大名である今川氏の家臣。出家後の法名は常慶（じょうけい）。
子に正綱、長秋（ながあき）、長教、娘（伊丹康直の正室）がいる。
天文10年（1541年）6月 今川義元の命により太原雪斎、久綱の両名が甲府へ派遣され武田信虎隠居の件について交渉を行ったとされる。

## 関連作品
テレビドラマ
- 武田信玄（1988年、NHK大河ドラマ、演：岩下浩）